# Iseilema argutum
Iseilema argutum là một loài thực vật có hoa trong họ Hòa thảo. Loài này được (Nees ex Steud.) Andersson mô tả khoa học đầu tiên năm 1856.